# Phyllaliodes poliostrota
Phyllaliodes poliostrota är en fjärilsart som beskrevs av George Francis Hampson 1910. Phyllaliodes poliostrota ingår i släktet Phyllaliodes och familjen tandspinnare. Inga underarter finns listade i Catalogue of Life.